# Europejski Fundusz Rozwoju Regionalnego

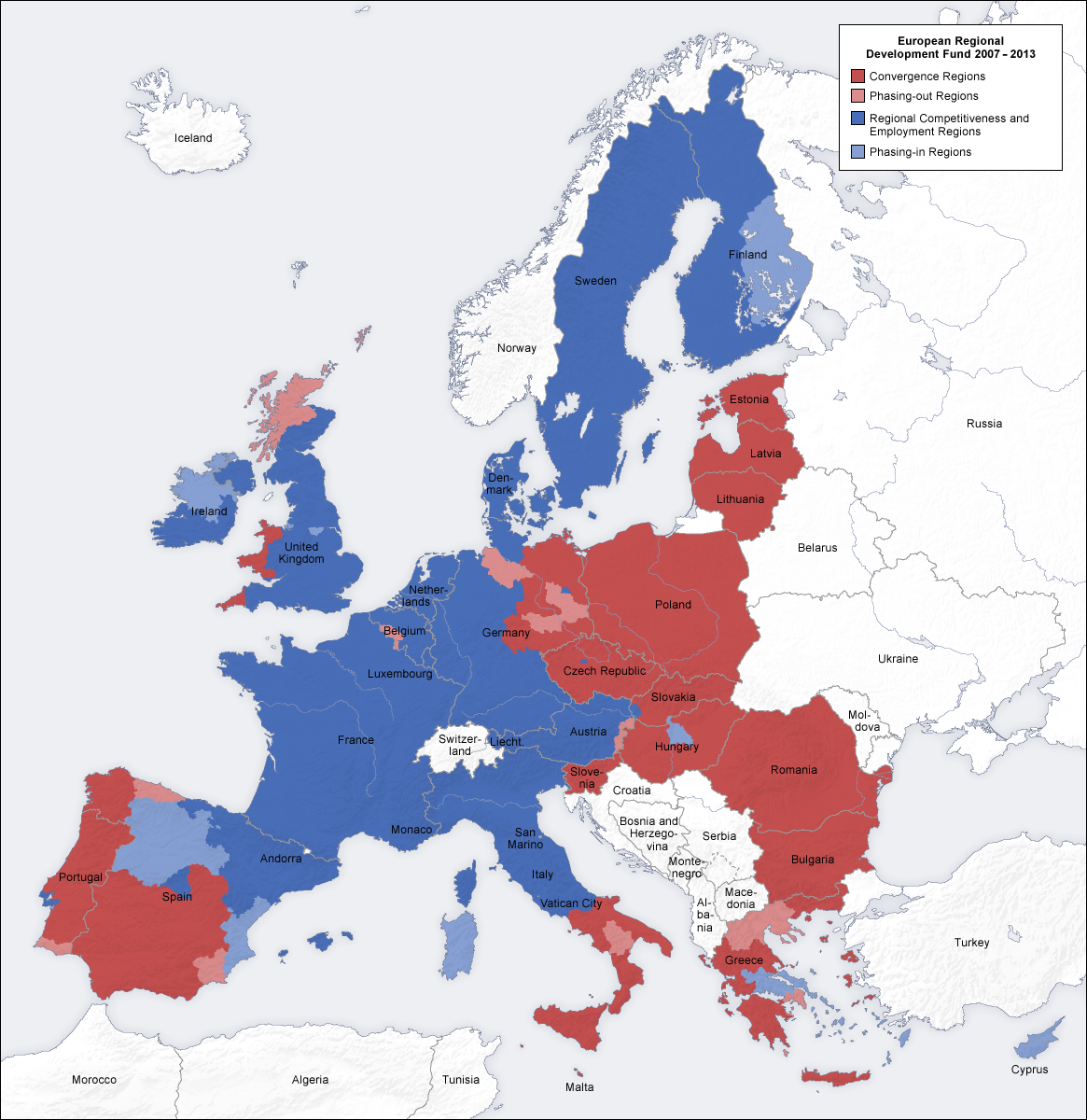

Europejski Fundusz Rozwoju Regionalnego – fundusz utworzony w 1975 na podstawie art. 160 Traktatu ustanawiającego Wspólnotę Europejską. Zgodnie z tym przepisem, celem funduszu jest „przyczynianie się do korygowania podstawowych dysproporcji regionalnych we Wspólnocie poprzez niwelowanie różnic w poziomach rozwoju oraz zacofania regionów’’.
W zakresie swoich zadań fundusz wspomaga w szczególności środowisko produkcyjne i konkurencyjność przedsiębiorstw, badania naukowe i rozwój technologiczny, inwestycje infrastrukturalne, ochronę środowiska, rozwój turystyki i inwestycji kulturalnych, a także rozwój społeczeństwa informacyjnego oraz współpracę przygraniczną.
Beneficjentami środków finansowych pochodzących z tego funduszu są przede wszystkim przedsiębiorcy, instytucje otoczenia biznesu, instytucje pozarządowe, administracja rządowa oraz samorządy terytorialne, instytucje i jednostki badawczo-rozwojowe.

## Obszary wsparcia z EFRR

### Środowisko produkcyjne i konkurencyjność przedsiębiorstw
EFRR finansuje różnego rodzaju projekty skierowane do sektora przedsiębiorstw w zakresie środowiska produkcyjnego i konkurencyjności przedsiębiorstw, szczególnie średnich i małych. Fundusz wspiera m.in. projekty inwestycyjne oraz doradcze przedsiębiorstw. Projekty inwestycyjne dotyczyć mogą zarówno majątku trwałego (budynków i wyposażenia, zakupu technologii), jak i wartości niematerialnych i prawnych (np. licencji czy patentów). Wśród projektów doradczych wymienić można m.in. doradztwo w dziedzinie planowania działalności, badań marketingowych, rozwoju eksportu czy transferu technologii. Wsparcie dla przedsiębiorstw – a co za tym idzie wzmocnienie konkurencyjności danego regionu – może również być realizowane w formie działań na rzecz poprawy środowiska, w którym funkcjonują te podmioty. Działania te przybierają najczęściej postać wsparcia dla instytucji otoczenia biznesu, takich jak stowarzyszenia, fundacje, agencje rozwoju lokalnego czy podmioty komercyjne, których celem jest pobudzenie lokalnej przedsiębiorczości, m.in. poprzez świadczenie usług na rzecz przedsiębiorstw. Bezpośrednim beneficjentem tego typu wsparcia mogą również być podmioty świadczące usługi finansowe, np. fundusze pożyczkowe oraz fundusze poręczeń kredytowych, obsługujące zwłaszcza małych i średnich przedsiębiorców.

### Badania naukowe i rozwój technologiczny
Cel Europejskiego Funduszu Rozwoju Regionalnego w postaci wzrostu gospodarczej atrakcyjności najbiedniejszych regionów Wspólnoty może zostać osiągnięty także poprzez podniesienie ich poziomu technologicznego. Środki Funduszu mogą zostać przeznaczone na finansowanie badań naukowych i transferu technologii. Wsparcie to realizowane jest poprzez dotowanie projektów badawczych w dziedzinie innowacji i nowych technologii, prowadzonych przez instytucje badawczo-rozwojowe, jednostki naukowe oraz przedsiębiorstwa. Środki Europejskiego Funduszu Rozwoju Regionalnego mogą być także przeznaczone na refundowanie kosztów zakupu i wdrożenia nowych technologii oraz procesów i produktów innowacyjnych w przedsiębiorstwach. W szczególności dotyczy to takich zakupów od instytucji badawczo-rozwojowych i placówek naukowych.

### Inwestycje infrastrukturalne
W przypadku inwestycji infrastrukturalnych wyróżnić należy dwa kierunki interwencji Europejskiego Funduszu Rozwoju Regionalnego. W pierwszej kolejności należy wymienić infrastrukturę przyczyniającą się do tworzenia i rozwijania transeuropejskich sieci w dziedzinie transportu, telekomunikacji oraz infrastruktury energetycznej. Chodzi o duże projekty infrastrukturalne, takie jak autostrady, sieci kolejowe czy linie telekomunikacyjne. Ich cechą charakterystyczną jest to, że łączą one poszczególne, odległe od siebie regiony Wspólnoty. Z drugiej strony znajdują się projekty infrastrukturalne na poziomie lokalnym i regionalnym, których realizacja prowadzić powinna do odnowy upadających terenów gospodarczych i przemysłowych (w tym m.in. dotkniętych kryzysem obszarów miejskich). Wsparcie dotyczy także infrastruktury poprawiającej dostęp do obszarów wiejskich i obszarów zależnych od rybołówstwa. Nie mniej istotne od wspomagania rozwoju infrastruktury komunikacyjnej jest wsparcie na rzecz infrastruktury ochrony środowiska. Europejski Fundusz Rozwoju Regionalnego może bowiem finansować m.in. projekty polegające na budowie oczyszczalni ścieków czy elektrowni wiatrowych.

### Rozwój turystyki i inwestycji kulturalnych

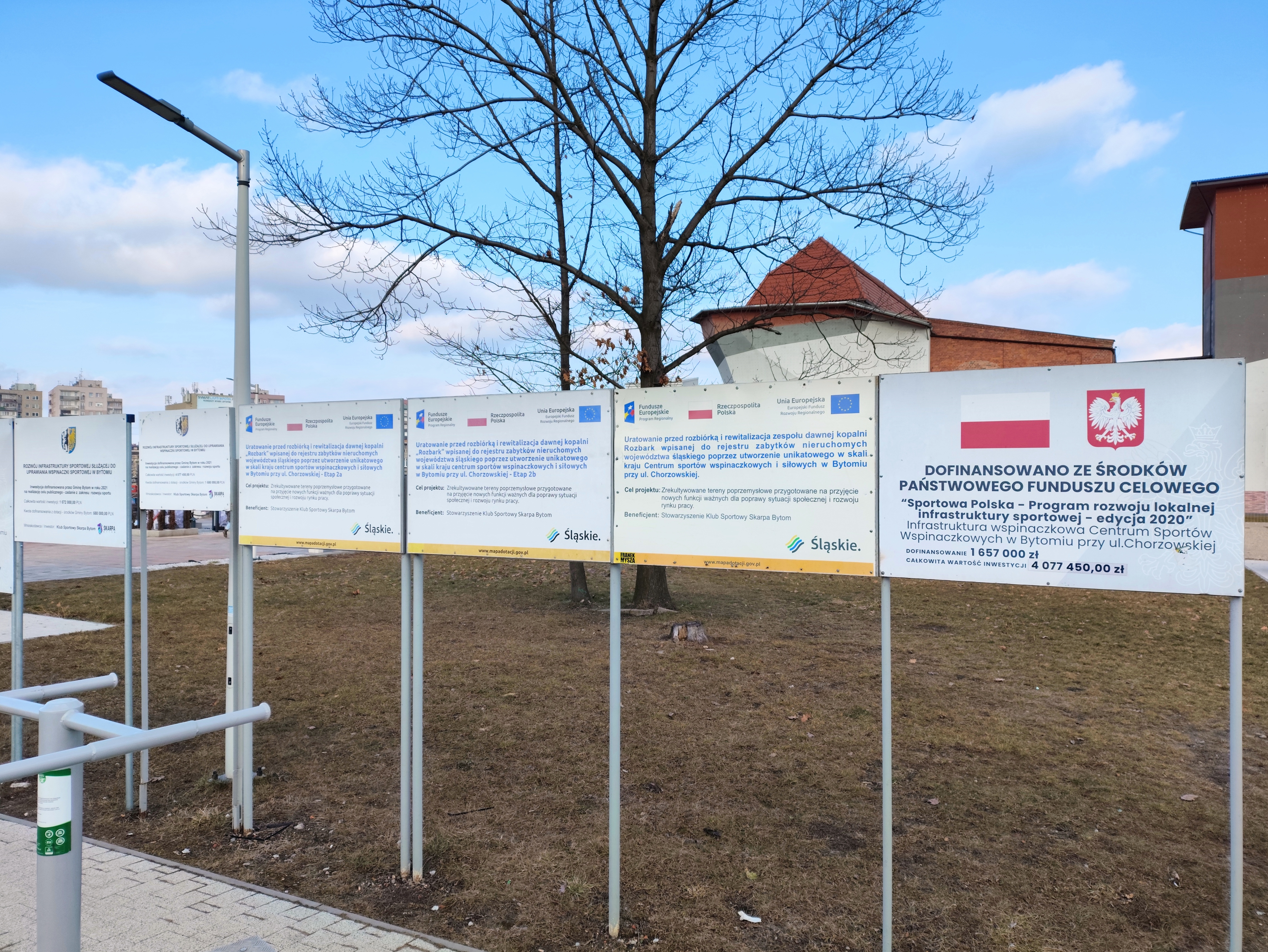
Tablice informacyjne o dofinansowaniu z Europejskiego Funduszu Rozwoju Regionalnego w Bytomiu

Fundusz przyczynia się do rozwoju turystyki, inwestycji kulturalnych oraz ochrony dziedzictwa kulturowego i naturalnego, pod warunkiem że w wyniku ich realizacji tworzone są miejsca pracy. W tym zakresie środki funduszu wspomagają tworzenie i modernizację lokalnej i regionalnej infrastruktury turystycznej (np. komunikacyjnej, noclegowej, gastronomicznej). Fundusz finansuje także inne projekty, przyczyniające się do wzrostu atrakcyjności danego regionu dla turystów, takie jak działania promocyjne. Przez ochronę dziedzictwa kulturowego i naturalnego należy rozumieć z kolei pomoc w zakresie odnowy, modernizacji i renowacji zabytków kultury i sztuki, jak kościoły, muzea, skanseny itp. oraz w zakresie konserwacji obiektów przyrodniczych.

### Rozwój społeczeństwa informacyjnego
Przez rozwój społeczeństwa informacyjnego należy rozumieć wszelkiego rodzaju działania mające na celu zapewnienie mieszkańcom wspieranych regionów dostępu do informacji oraz wiedzy za pośrednictwem szeregu innowacyjnych środków komunikacji, takich jak internet i różnego rodzaju technologie teleinformatyczne służące do przekazywania danych na odległość. Wspierając rozwój społeczeństwa informacyjnego, realizuje się m.in. projekty w zakresie przyspieszenia rozwoju gospodarki elektronicznej, wyposażenia szkół w internet, budowy elektronicznych platform informacyjnych dla przedsiębiorców.

### Ochrona środowiska
Jest jednym z priorytetowych obszarów wsparcia z Europejskiego Funduszu Rozwoju Regionalnego. Pomoc ze środków funduszu mogą otrzymać zarówno przedsiębiorcy (np. zakup technologii ograniczających negatywny wpływ na środowisko), jak również administracja centralna czy lokalna, realizująca projekty środowiskowe (np. oczyszczalnie ścieków).

### Współpraca przygraniczna
Zadaniem Europejskiego Funduszu Rozwoju Regionalnego jest także wspieranie współpracy transgranicznej, międzyregionalnej i międzynarodowej. W tym zakresie fundusz finansuje m.in. działania służące budowaniu współpracy pomiędzy graniczącymi ze sobą regionami krajów członkowskich oraz integracji pomiędzy wybranymi regionami Unii Europejskiej. Wśród przykładowych projektów, które służą osiągnięciu wskazanych celów, wymienić można m.in. promocję regionów, projekty w zakresie poprawy infrastruktury regionów przygranicznych, ponadnarodowe projekty badawczo-rozwojowe, wspieranie wspólnych strategii rozwoju, wymianę doświadczeń w różnych dziedzinach życia społeczno-gospodarczego.